# Open Agriculture Initiative
Open Agriculture Initiative(OpenAg)とはオープンソースの先端技術を取り入れた農業。

## 概要
近年、先端技術を導入した植物工場等が各地に建設されているが、それらはユーザーオリエンテッドで大半は自己完結しているシステムで開発途上国での普及の妨げる一因だった。マサチューセッツ工科大学のメディアラボではそのような状況を打開すべく、オープンソースハードウェアによるより健全で、より魅力的で独創的な将来の食糧システムの創造を企図する。
パーソナルフードコンピュータを使用して植物の生育状況に応じて気温、光量、湿度、水等を適切に制御する。最小の規模は卓上サイズで、需要に応じて海上コンテナサイズやさらに大規模な植物工場まである。

## パーソナルフードコンピュータ
卓上の温室で気温、湿度、二酸化炭素等を常時モニタリングする。